# Chelifera neangusta
Chelifera neangusta är en tvåvingeart som beskrevs av James David Macdonald 1994. Chelifera neangusta ingår i släktet Chelifera och familjen dansflugor.
Artens utbredningsområde är New Mexico. Inga underarter finns listade i Catalogue of Life.